# Richard Hakluyt
Richard Hakluyt, pron. ˈhæklʊt/, /ˈhæklət oppure /ˈhækəlwɪt/ (Herefordshire, 1530 – Londra, 23 novembre 1616), è stato un geografo, traduttore, scrittore e religioso inglese.
Le sue opere più famose sono Divers Voyages Touching the Discoverie of America (1582) e The Principall Navigations, Voiages, Traffiques and Discoueries of the English Nation pubblicato nel 1589 e riedito, dopo un considerevole ampliamento, tra il 1598 e il 1600, opera dalla quale trassero ispirazione e informazioni diversi scrittori dell'epoca tra i quali anche William Shakespeare.
L'opera può essere considerata antesignana della letteratura di viaggio, ma questo non è l'unico primato di Hakluyt: a lui si deve infatti l'introduzione dell'uso del mappamondo nello studio della geografia nelle scuole britanniche.

## Biografia

### La famiglia e la formazione
La famiglia Hakluyt, insediatasi nello Herefordshire intorno al XIII secolo, era probabilmente di origine gallese, secondo l'antiquario John Leland il cognome della famiglia deriva da quello della foresta di Cluyd nel Radnorshire. La famiglia si stabilì a Yatton, due miglia (3.2 km) a sud-est di Leominster ed era compresa fra i principali proprietari terrieri dell'area.
Una persona chiamata Hugo Hakelute, che può essere stato un avo di Richard Hakluyt, fu eletta Member of Parliament per il borough di Yatton nel 1304 o nel 1305, e tra il XIV e il XVI secolo cinque persone col cognome "de Hackluit" o "Hackluit" furono High Sheriff dello Herefordshire. Un uomo chiamato Walter Hakelut fu nominato cavaliere nel 34º anno di regno di Edoardo I (1305), e nel 1349 Thomas Hakeluyt fu cancelliere della diocesi di Hereford, vi sono inoltre registrazioni che attestano che un Thomas Hakeluytt fu sotto la tutela di Enrico VIII (regno dal 1509–1547) e di Edoardo VI (regno dal 1547–1553).
Richard Hakluyt, secondo di quattro figli, nacque a Hereford nella contea dello Herefordshire intorno al 1552, oppure nei pressi di Londra intorno al 1553. Il padre di Hakluyt, anch'esso di nome Richard Hakluyt, era un membro della corporazione dei pellettieri (Worshipful Company of Skinners), morì nel 1557, la moglie Margery morì poco tempo dopo. La tutela del giovane Richard venne affidata ad un cugino, anch'egli di nome Richard, avvocato presso il Middle Temple.

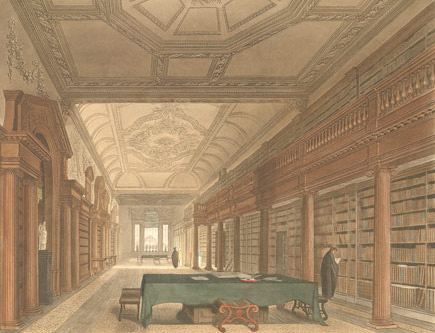
La libreria di Christ Church, Oxford, autore ignoto dalla History of Oxford di Rudolph Ackermann (1813)

Hakluyt frequentò la Westminster School con una borsa di studio della Corona (Queen's Scholar); durante questo periodo ebbe degli incontri con il suo tutore, e la conversazione con questi assieme alla consultazione di alcuni testi di cosmografia, mappe geografiche e della Bibbia risvegliarono nel giovane Richard la volontà di approfondire quel tipo di studi
. A partire dal 1570 frequentò il Christ Church College, a Oxford grazie all'aiuto finanziario da parte della corporazione dei pellettieri si dedicò agli studi e trascorse il tempo libero leggendo tutti i resoconti stampati o manoscritti riguardanti viaggi ed esplorazioni che riuscì a rintracciare. Il 19 febbraio 1574 ottenne il Bachelor of Arts, il 27 giugno 1577 ottenne il Master of Arts ed iniziò a tenere lezioni di geografia. Fu il primo a utilizzare le antiche mappe mettendole a confronto con quelle più moderne, i mappamondi e "altri strumenti di questo tipo" ("other instruments of this art"). Hakluyt mantenne una borsa di studio a Christ Church tra il 1577 e il 1586, benché dopo il 1583 non risulti più essere residente a Oxford.
Nel 1578 venne ordinato pastore della Chiesa di Inghilterra; nello stesso anno ricevette una borsa di studio della corporazione dei tessitori per studiare teologia. La borsa di studio era valida fino al 1583, ma William Cecil, I barone Burghley la fece prolungare fino al 1586 per permettere ad Hakluyt di proseguire le sue ricerche in ambito geografico.

### All'ambasciata di Parigi
Secondo una fonte, la prima pubblicazione di Hakluyt fu A Shorte and Briefe Narration of the Two Nauigations and Discoueries to the Northwest Partes Called Newe Fraunce (1580), una traduzione dell'opera Bref Récit et Succincte Narration de la Navigation Faite en MDXXXV et MDXXXVI in cui il navigatore francese Jacques Cartier descrisse il suo secondo viaggio in Canada (1535–1536). Tuttavia la copia presente nella British Library di quest'opera indica che la traduzione in inglese di questo testo venne effettuata partendo da una versione italiana e a cura di John Florio. Se ciò è corretto allora la prima pubblicazione di Hakluyt fu la sua opera Divers Voyages Touching the Discoverie of America and the Ilands Adjacent unto the Same, Made First of all by our Englishmen and Afterwards by the Frenchmen and Britons (1582).

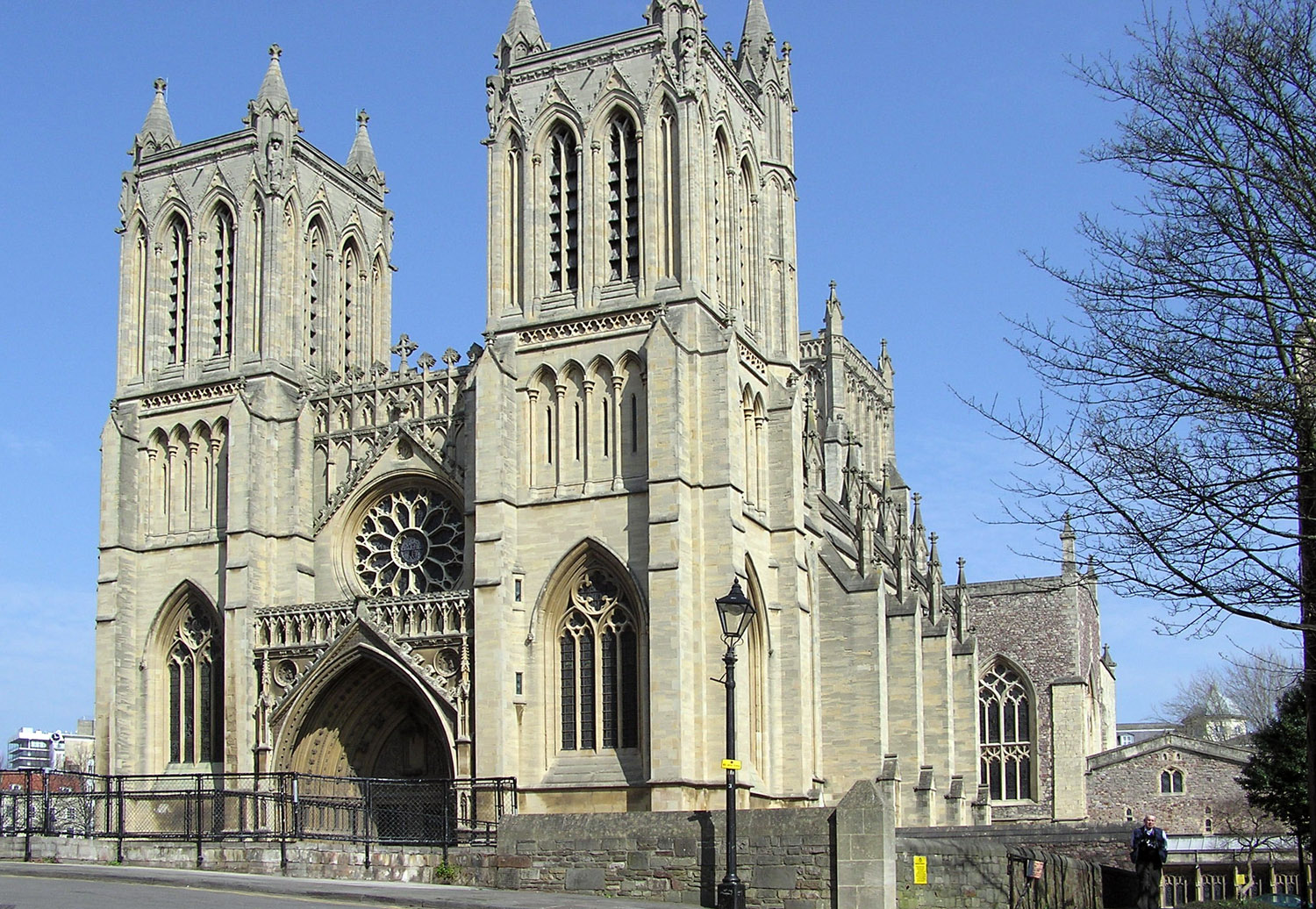
Il lato ovest della cattedrale di Bristol

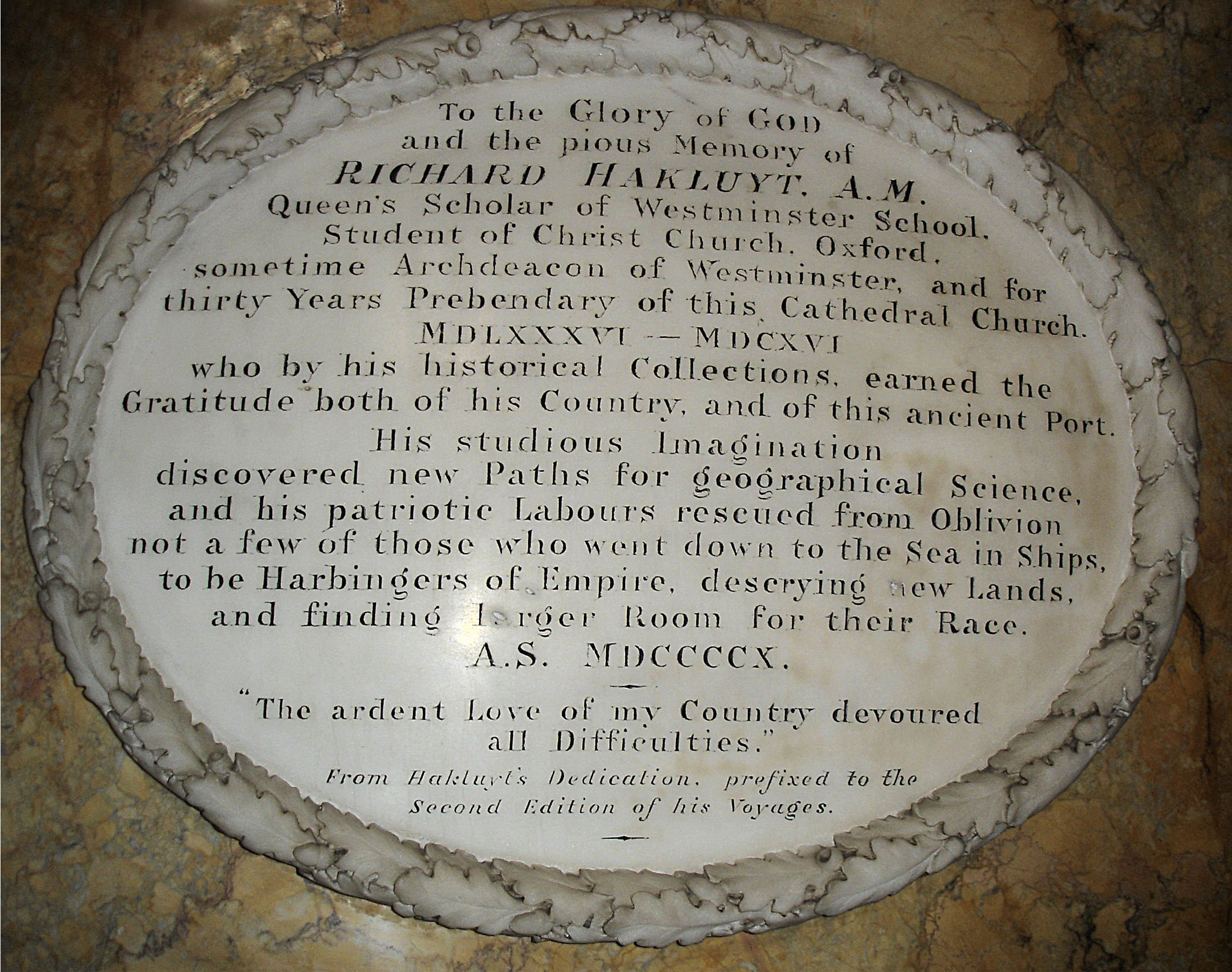
Una lapide dedicata a Hakluyt nella cattedrale di Bristol

La prima opera di Hakluyt lo portò all'attenzione di Lord Howard di Effingham, e del cognato, Sir Edward Stafford e all'età di 30 anni divenne cappellano e segretario di quest'ultimo, nominato ambasciatore alla corte francese, nel 1583 Hakluyt giunse a Parigi. Seguendo le istruzioni di Francis Walsingham Hakluyt si occupò di raccogliere informazioni sui movimenti delle marine spagnole e francesi soprattutto per quanto riguardava le scoperte geografiche nel Nuovo Mondo
(en)
Durante il soggiorno a Parigi continuò ad interessarsi ai resoconti di viaggi e di esplorazioni, il risultato delle sue ricerche fu il manoscritto, commissionatogli da Sir Walter Raleigh smarrito per 300 anni e pubblicato solo nel 1877, A Particuler Discourse Concerninge the Greate Necessitie and Manifolde Commodyties That Are Like to Growe to This Realme of Englande by the Westerne Discoueries Lately Attempted, Written in the Yere 1584.
Hakluyt rientrò in Inghilterra nel 1584 e presentò una copia del Discourse alla sovrana Elisabetta I (a cui il testo era dedicato) insieme ad un'analisi in latino della Politica di Aristotele. Il suo obiettivo era quello di consigliare l'insediamento della razza inglese nelle parti disabitate del Nord America ottenendo l'appoggio reale alla spedizione di Walter Raleigh. Nel maggio 1585, mentre Hakluyt era a Parigi, la sovrana gli garantì la prima prebenda libera presso la cattedrale di Bristol, entrò in carica nel 1585 o 1586 e la mantenne fino alla morte.
Le altre opere di Hakluyt risalenti al periodo parigino sono soprattutto traduzioni  con sue prefazioni o dediche, queste ultime, insieme a poche epistole sono l'unico materiale ancora esistente dal quale ricostruire una biografia dell'autore. Hakluyt si interessò inoltre della pubblicazione del diario manoscritto di René de Laudonnière, L'Histoire Notable de la Florida a Parigi nel 1586. L'interesse destato dal libro a Parigi indusse Hakluyt a preparare una traduzione in inglese e a pubblicarla a Londra con il titolo A Notable Historie Containing Foure Voyages Made by Certayne French Captaynes unto Florida (1587). Lo stesso anno venne pubblicata a Parigi la sua edizione del De Orbe Nouo Decades Octo di Pietro Martire d'Anghiera. In quest'opera si trova una mappa dedicata a Hakluyt e siglata F.G. (presumibilmente Francis Gualle) nella quale viene citato per la prima volta il nome "Virginia".

### Il ritorno in Inghilterra

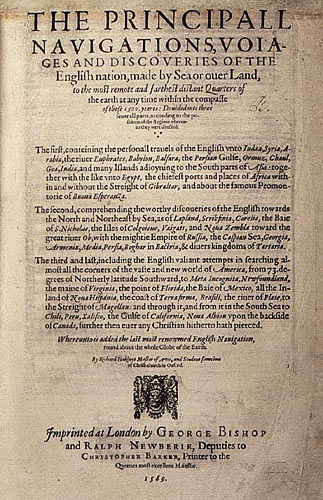
La prima pagine della prima edizione del The Principall Navigations, Voiages, and Discoveries of the English Nation (1589)

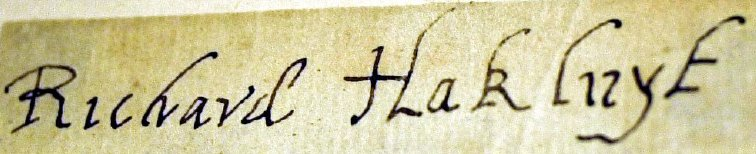
Una firma manoscritta di Hakluyt tratta dal frontespizio dell'opara citata sopra

Nel 1588 Hakluyt rientrò in Inghilterra accompagnando Lady Stafford, l'anno successivo pubblicò la prima edizione della sua opera più celebre The Principall Navigations, Voiages and Discoveries of the English Nation. Nella prefazione annunciò la sua intenzione di pubblicare il primo mappamondo prodotto in Inghilterra da Emery Molyneux. Tra il 1598 e il 1600 apparve l'edizione finale, notevolmente ampliata del The Principal Navigations, Voiages, Traffiques and Discoueries of the English Nation in tre volumi. Nella dedica del secondo volume (1599) al suo mentore, Sir Robert Cecil, volge un accorato appello al ministro sull'importanza di colonizzare la Virginia. Alcune copie di quest'opera monumentale contengono una mappa rarissima, la prima mappa pubblicata in Inghilterra utilizzando la proiezione Mercator seguendo i principi stabilita dal matematico Edward Wright. 
Il 20 aprile 1590 Hakluyt venne nominato, da Lady Stafford, contessa di Sheffield, canonico di Wetheringsett-cum-Brockford, Suffolk posizione che mantenne fino alla morte risiedendo a Wetheringsett nell'ultimo decennio del XVI secolo e successivi. Nel 1601 Hakluyt curò la traduzione dal portoghese dell'opera di Antonio Galvão The Discoveries of the World. Nello stesso anno il suo nome è citato tra i consiglieri della Compagnia britannica delle Indie Orientali, alla quale fornì mappe e informazioni.

### Gli ultimi anni
Verso la fine dell'ultimo decennio del XVI secolo Hakluyt divenne cappellano personale di Sir Robert Cecil, il figlio di Lord Burghley, che divenne uno dei maggiori sostenitori dell'attività dello scrittore. A lui Hakluyt dedicò il secondo (1599) e il terzo volume (1600) dell'edizione ampliata del Principal Navigations e la sua edizione della traduzione di Galvão (1601). Cecil, che fu Segretario di Stato nel regno di Elisabetta I e di Giacomo I, lo ricompensò con una prebenda nella Westminster Abbey (4 maggio 1602). L'anno successivo venne eletto arcidiacono dell'abazia.
Hakluyt si sposò due volte, la prima volta intorno al 1594 e la seconda nel 1604. Nel certificato del secondo matrimonio, datato 30 marzo 1604, è descritto come cappellano presso il Savoy Hospital; anche questa posizione gli era stata conferita tramite Cecil. Il suo testamento fa riferimento a delle stanze da lui occupate in quest'istituzione e fino alla sua morte, in un altro documento viene chiamato Divinitatis Doctor.

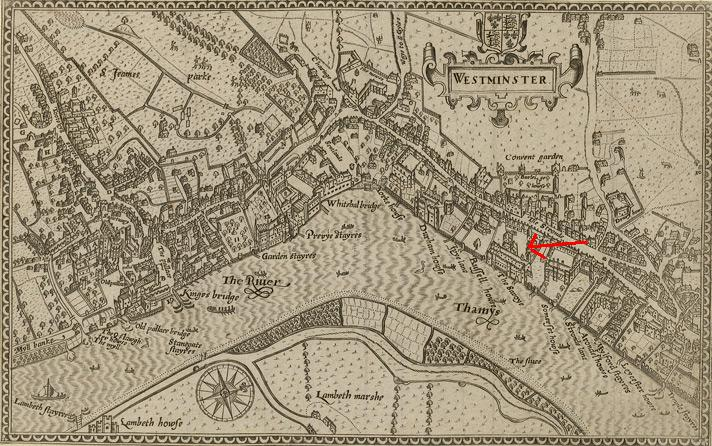
La posizione del Savoy Hospital, ospedale per poveri e bisognosi fondato da Enrico VII dove Hakluyit fu cappellano, su una mappa di John Norden di Westminster pubblicata nel 1593.

Dopo la pubblicazione del terzo volume del Principal Navigations pubblicò solo tre traduzioni minori tuttavia nei suoi ultimi anni continuò a collezionare e a incoraggiare la pubblicazione di resoconti di viaggio.
Morì nel novembre del 1616 e fu sepolto nell'Abbazia di Westminster.
A lui è intitolata la Hakluyt Society, fondata nel 1846 allo scopo di pubblicare resoconti rari e inediti di viaggi e di esplorazioni.